# Aceyr-Ghor
Aceyr-Ghor est un fort situé dans les montagnes de Satpura. Il est situé à 18 kilomètres au nord de Burhanpur.
« Jadis très forte », la ville du même nom a été prise par Akbar. Le fort a ensuite été enlevé par les Anglais aux Marathes en 1803.

## Galerie

Le Fort
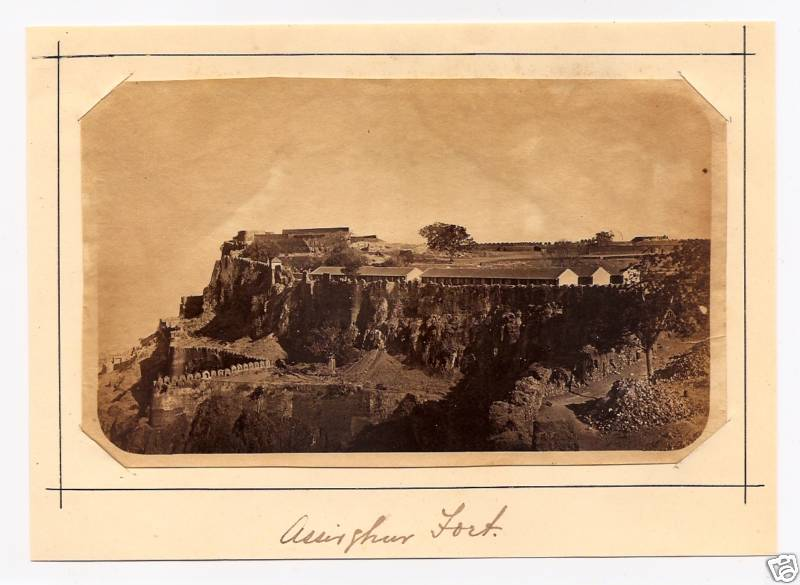
Le fort à la fin des années 1800.
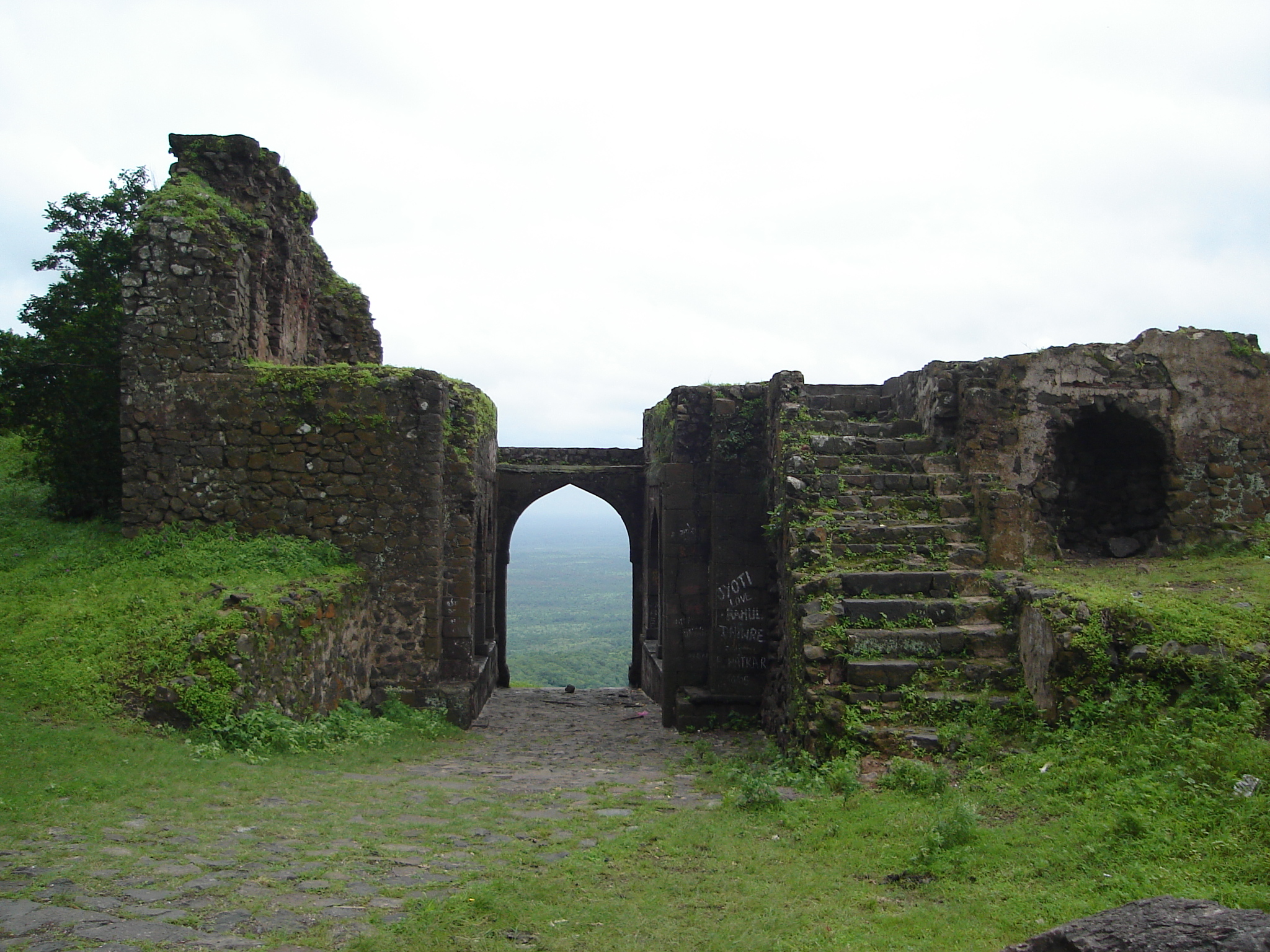
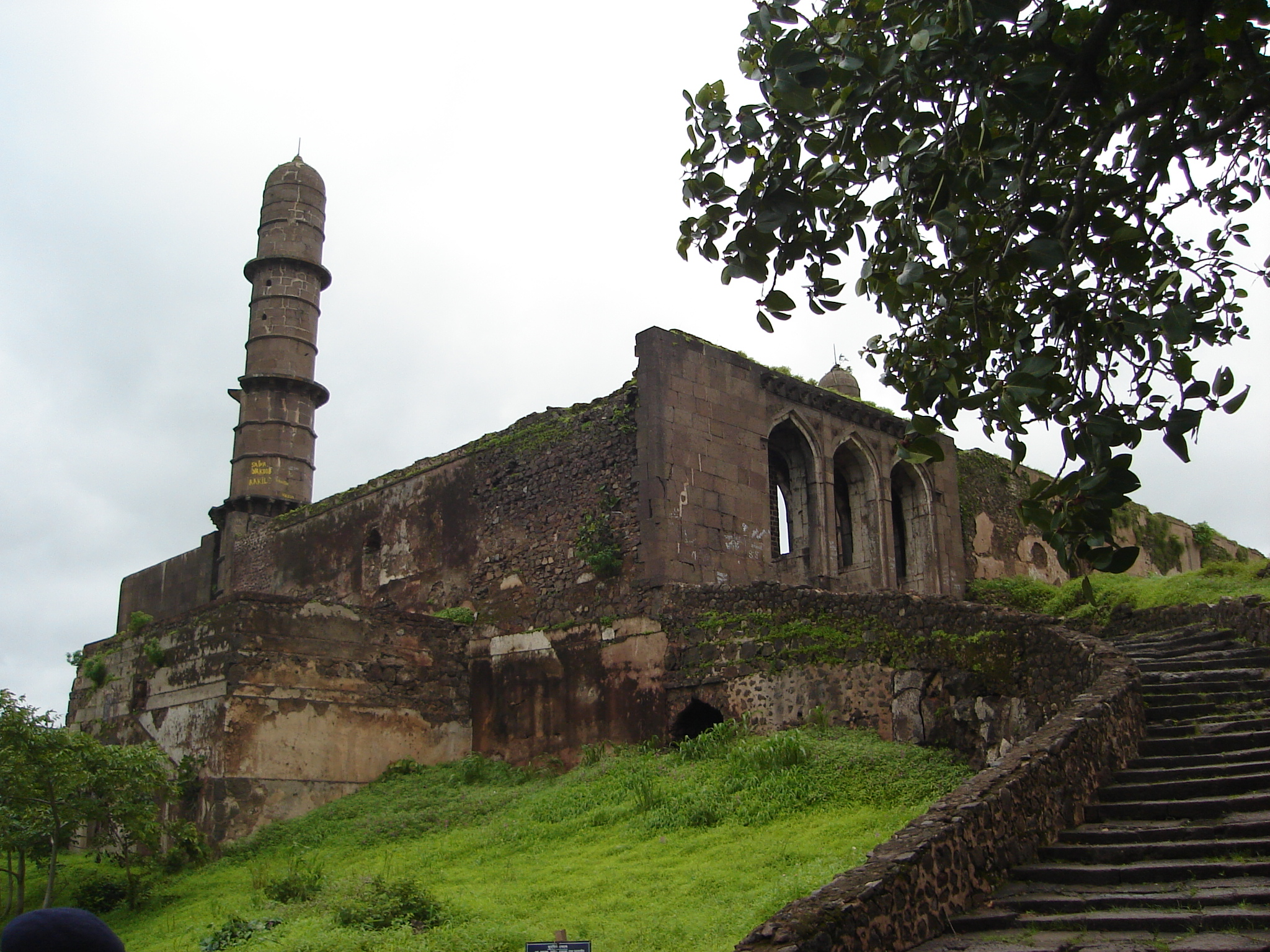
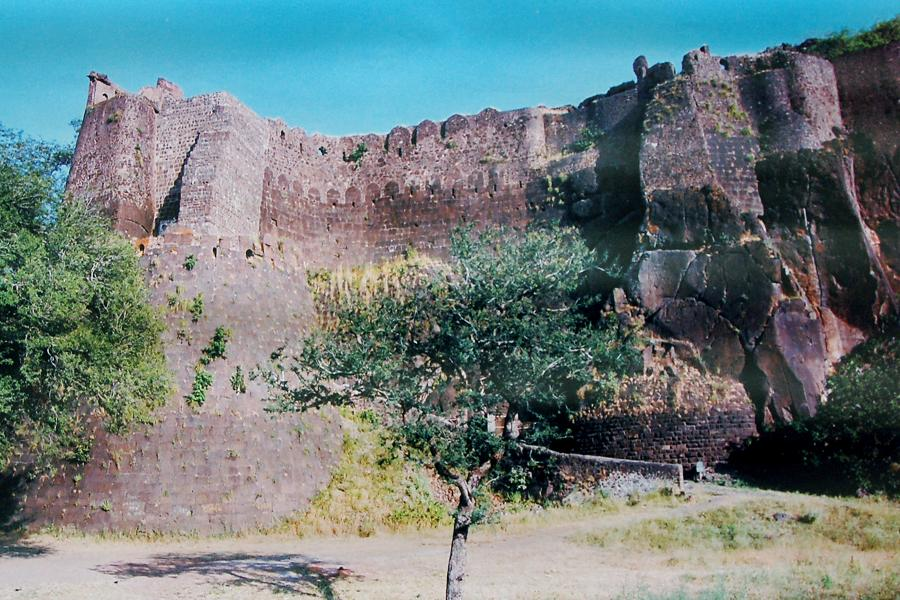
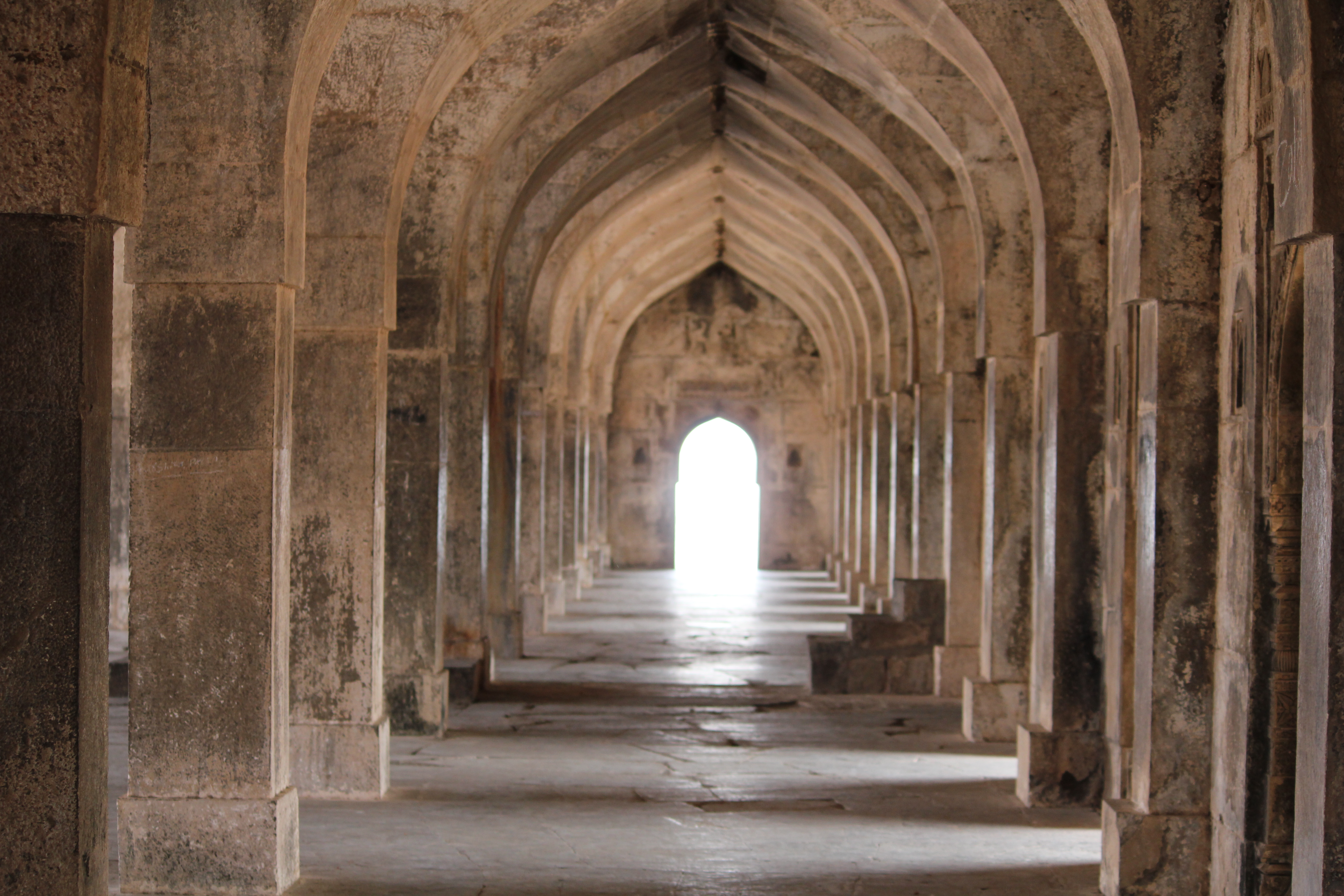